# Team Buddies
Team Buddies è un videogioco per PlayStation sviluppato da Psygnosis Camden Studio e pubblicato in Europa da Activision e in America da Midway Games nel 2000. Rappresenta battaglie terrestri tra squadre di personaggi dall'aspetto da cartone animato.

## Trama
Durante una bella e soleggiata giornata nella terra dei Buddies, la quiete viene disturbata da una rumorosa discoteca in una tenda. D'un tratto, una gigantesca cosa piatta oscura il sole e, con l'inizio dell'eclissi, cominciano a cadere delle casse. Queste casse contengono ogni sorta di armamento come gli Uzi e i Bazooka. Inevitabilmente, scoppia il caos e i Buddies si alleano tra di loro in team distinti da diversi colori.
I Buddies continuano a combattere tra di loro per la supremazia sul mondo finché alcuni di loro non si imbattono in dei templi simili a quelli Aztechi nella giungla. Si scopre così che l'oggetto in cielo da cui sono iniziate a piovere casse era il mondo dei Baddies, simili ai Buddies ma con un corpo squadrato. I Baddies hanno iniziato a lanciare casse sul mondo dei Buddies per provocare i conflitti tra di loro e per filmare la distruzione che ne deriva e che va in onda su un popolare show televisivo. Una volta che i Buddies vengono a conoscenza che il finale dello show prevede la distruzione del loro pianeta attraverso l'uso di un enorme laser, tentano di creare un razzo per raggiungere il covo dei Baddies e distruggere sia il laser sia il capo dei Baddies, per poter far finalmente ritornare la pace.

## Modalità di gioco
Il gioco è un misto dello stile Worms e di un tipico gioco di strategia in tempo reale, con visuale tridimensionale a volo d'uccello sul campo di battaglia. Tema centrale del gioco è l'abilità di un team di Buddies di costruire in una piattaforma 2x2x2 collocata nella loro area di partenza. Posizionando le casse in maniera differente vengono creati oggetti differenti che si ottengono calciando col Buddy le casse opportunamente posizionate; per esempio, una singola cassa posizionata sulla pedana crea un'arma leggera, quattro casse posizionate orizzontalmente creano un'arma pesante, mentre riempiendo la piattaforma (8 casse posizionate 4 sotto e 4 sopra) si ottiene un veicolo. Possono inoltre essere creati fino a tre membri aggiuntivi del team posizionando le casse in verticale; questi nuovi Buddies possono essere incaricati di attaccare o difendere una certa area oppure posizionare casse sulla pedana. Il giocatore può cambiare Buddy selezionando quello che desidera comandare.